# Szabadság-szobor (Budapest)
A Gellért-hegyi Szabadság-szobor Budapest egyik jelképe, felemelt kezében pálmaágat (a győzelem és a béke jelképét) tartó nőalak, Kisfaludi Strobl Zsigmond 1947-ben elkészült alkotása. Az eredeti, több kisebb szobrot is magába foglaló kompozíció hivatalos elnevezése Felszabadulási emlékmű volt; a német hadsereget Budapestről kiverő szovjet hadsereg haditettének emlékére állították. A szocialista rendszer bukása és a szovjet felszabadítás  átértékelése után a szoboregyüttest némileg átalakították és a szovjetekre való utalásokat, mint például a szobor előterében álló (kezében PPS–41 géppisztolyt tartó) 4 méter magas szovjet katona szobrát is eltávolították. A katona szobrát 1956-ban már ledöntötték, de a forradalom bukása után azt pótolták, majd 1992-ben végleg a Memento Parkba került. A szobor talapzatán lévő feliratot is megváltoztatták, ezzel új értelmezést adva Budapest egyik leglátványosabb nevezetességének. A szabadságot szimbolizáló nőalak a felállítása után hamarosan a város egyik legfontosabb jelképévé vált.
Maga a szobor 14 méter magas, amely talapzatával együtt 40 méter magasra emelkedik a 235 méter magas Gellért-hegy fölé.
A Citadella délkeleti bástyájánál álló emlékmű a főváros számos pontjáról jól látható. A Citadella 2021 óta tartó felújításával együtt 2023-2024 között a szobor is teljes rekonstrukción esett át. A talapzatára formált nagyméretű kereszt a közvélemény részéről vegyes fogadtatásra talált, Kisfaludi Strobl Zsigmond örökösei pedig tiltakozásukat fejezték ki.

## Története

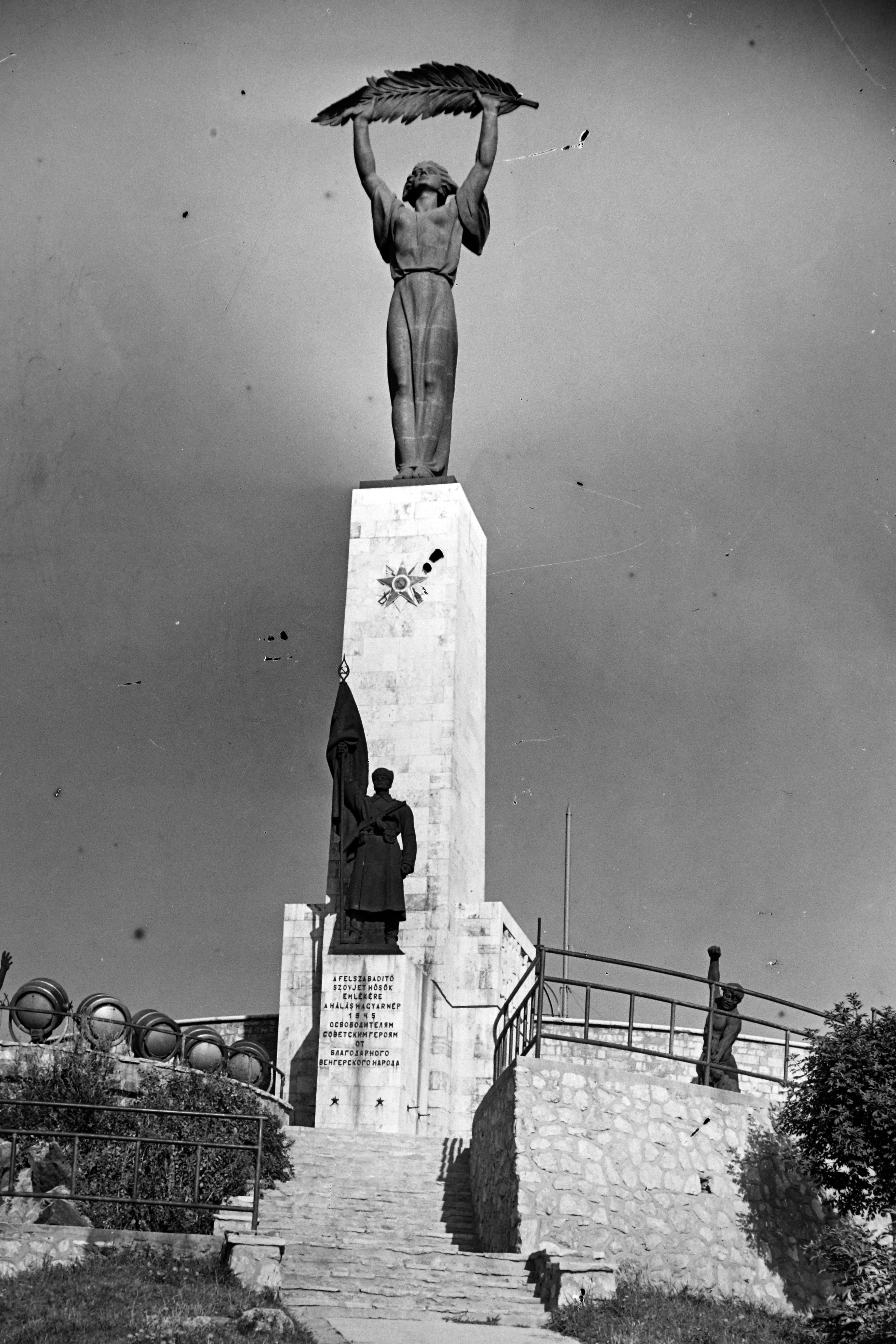
A Felszabadulási emlékmű 1953-ban, eredeti állapotában
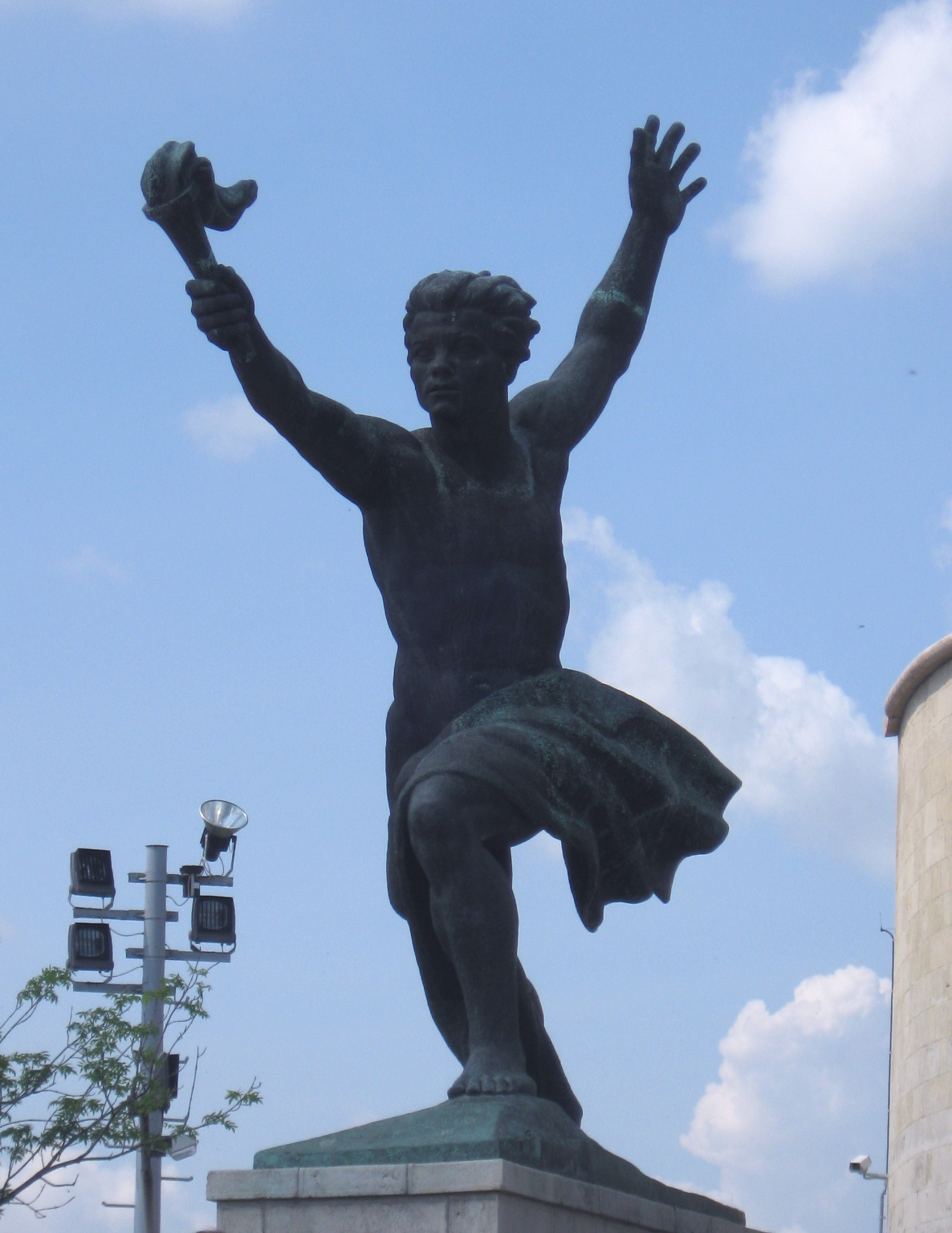
A bal oldali fáklyás mellékalak
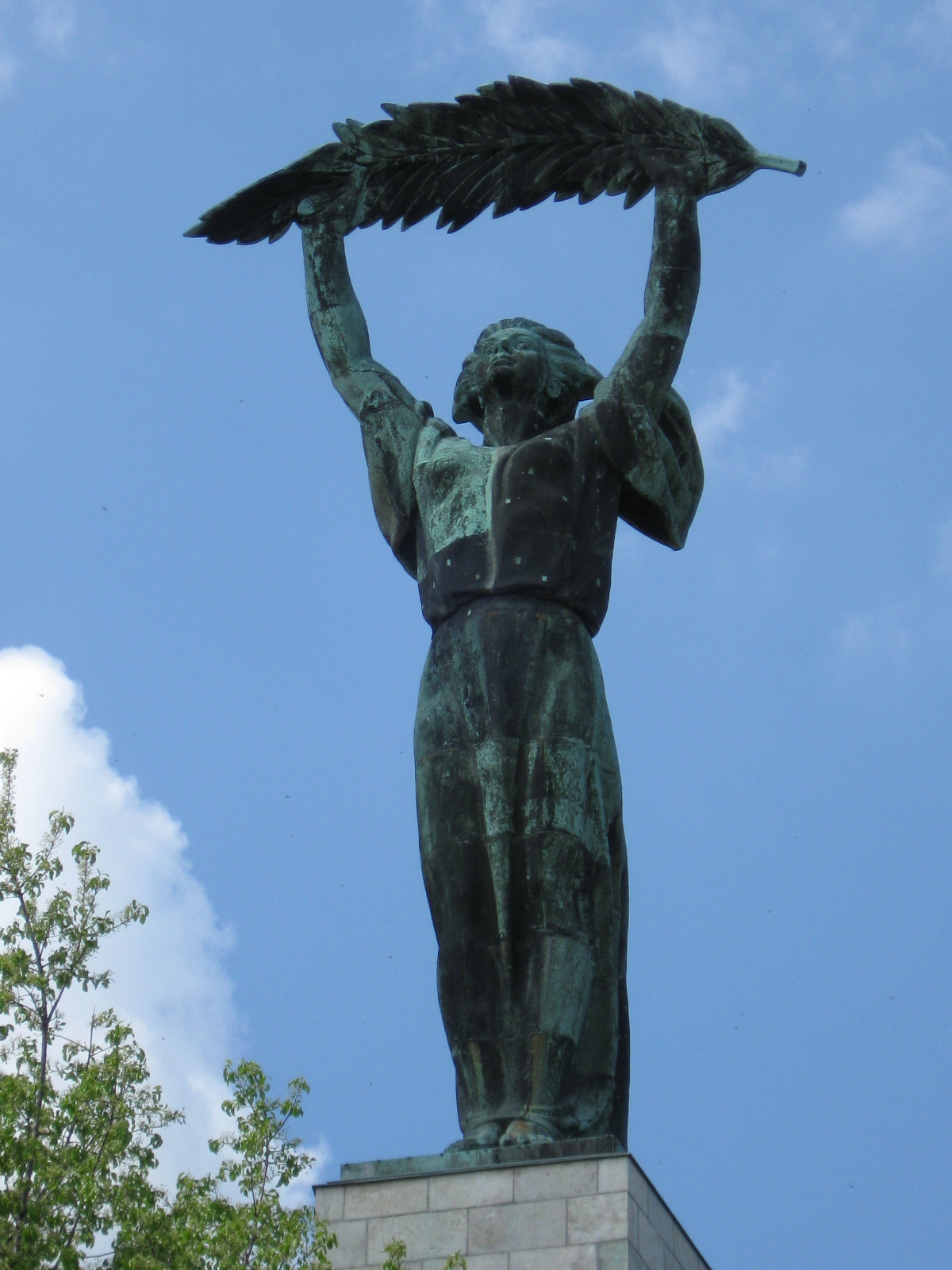
A Szabadság-szobor főalakja
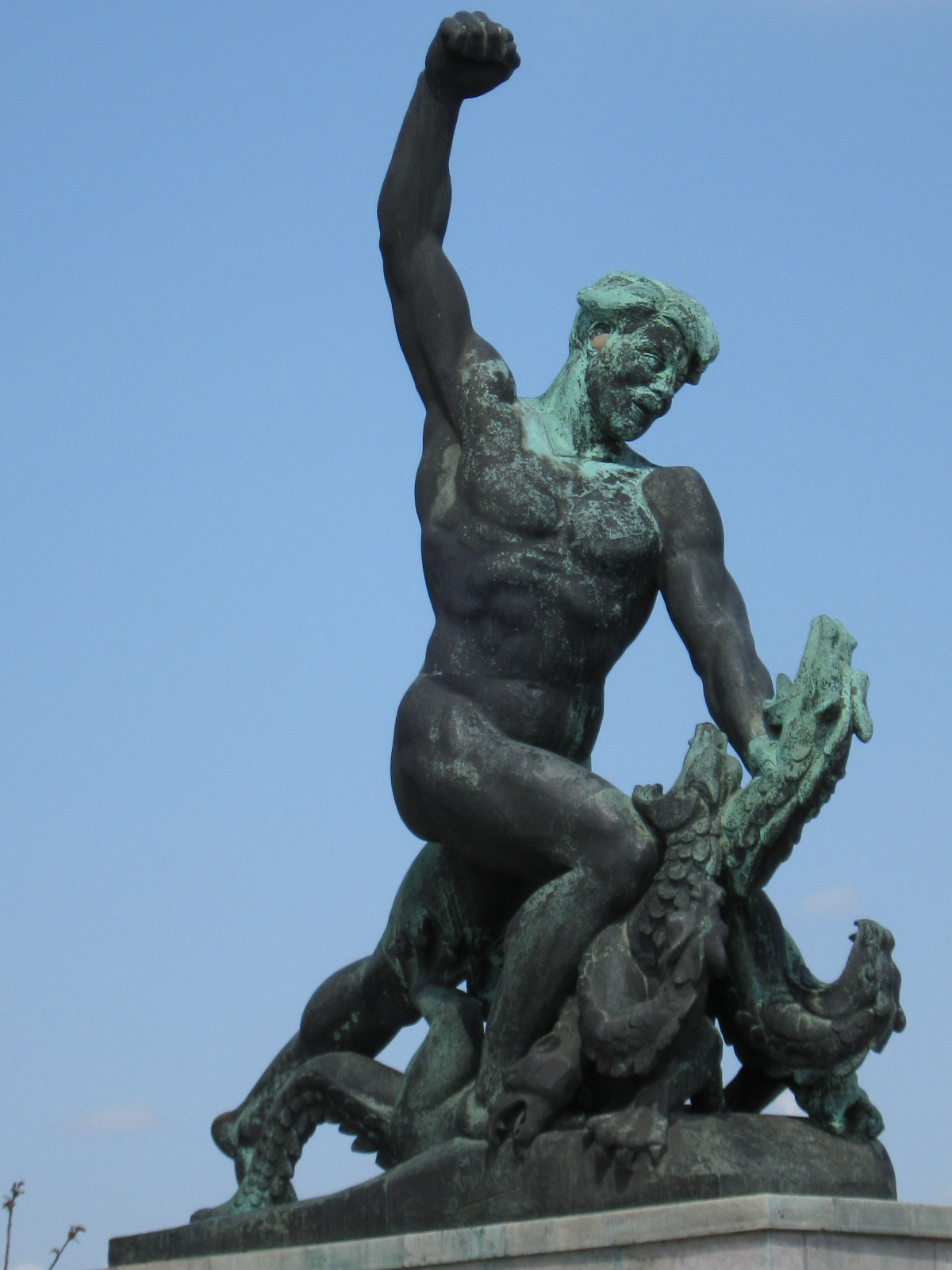
A jobb oldali sárkányölő mellékalak

### Az emlékmű felállítása

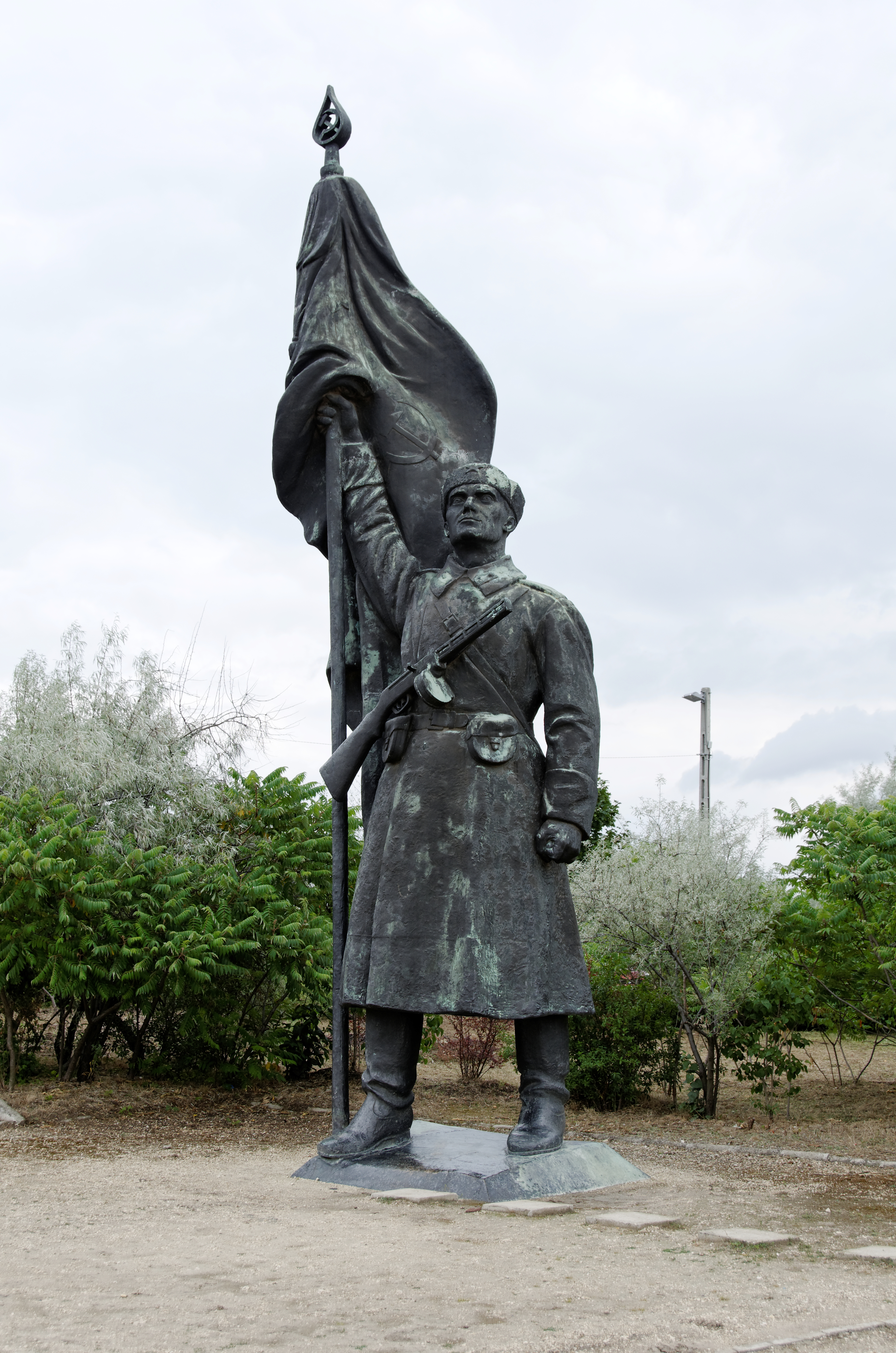
A szovjet katona eltávolított szobra ma a Memento Parkban áll

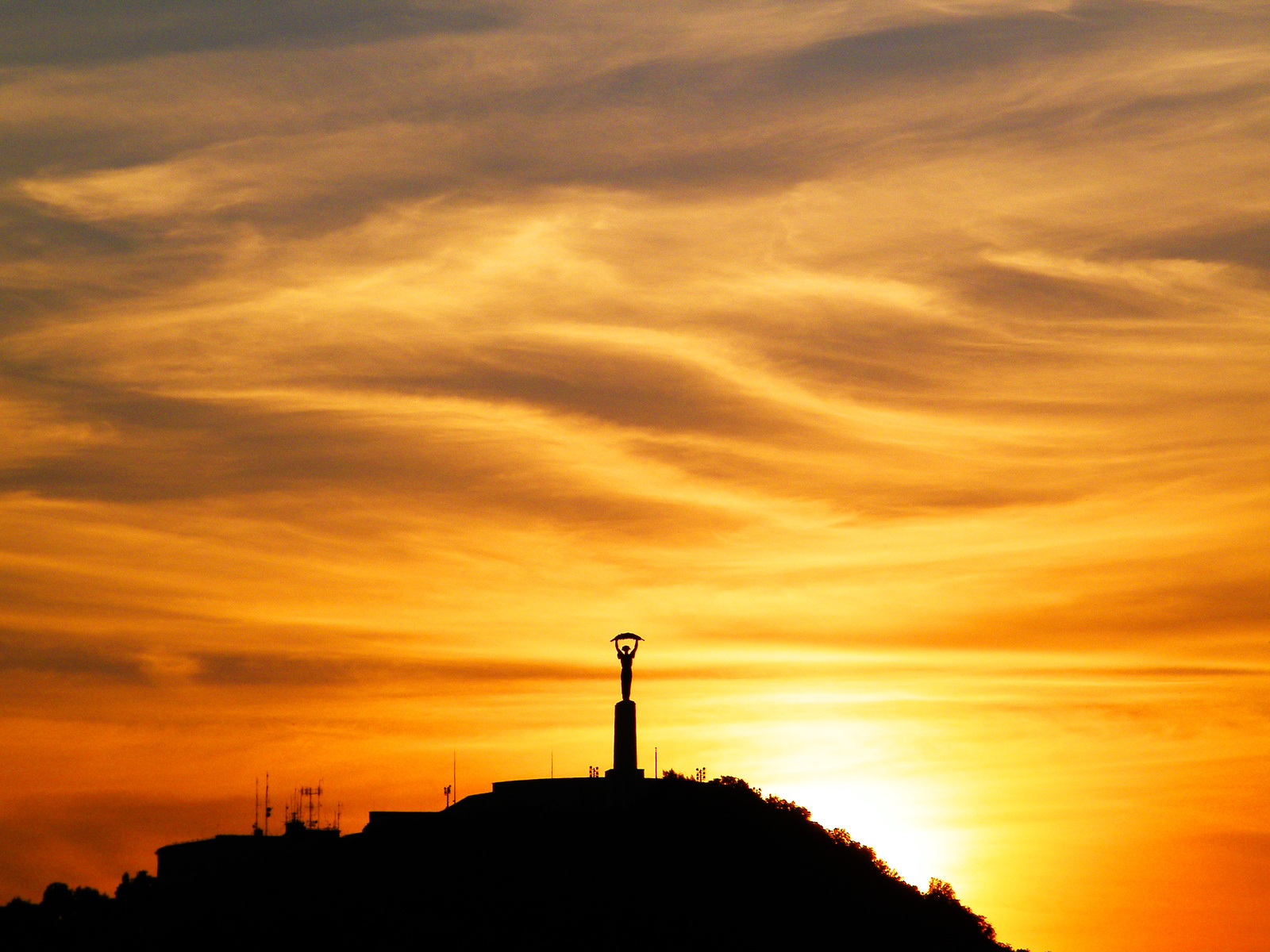
Naplementekor

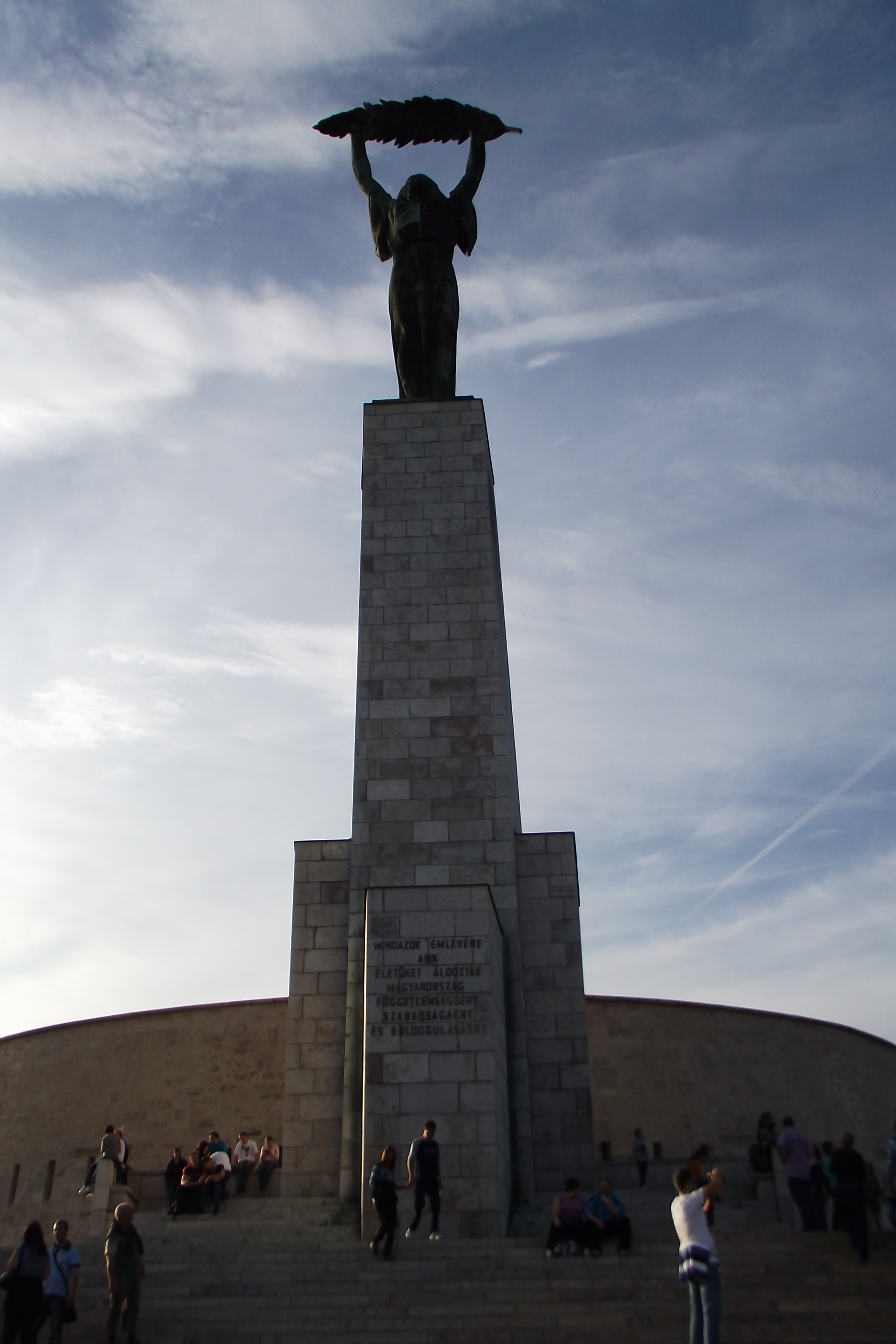
A főalak

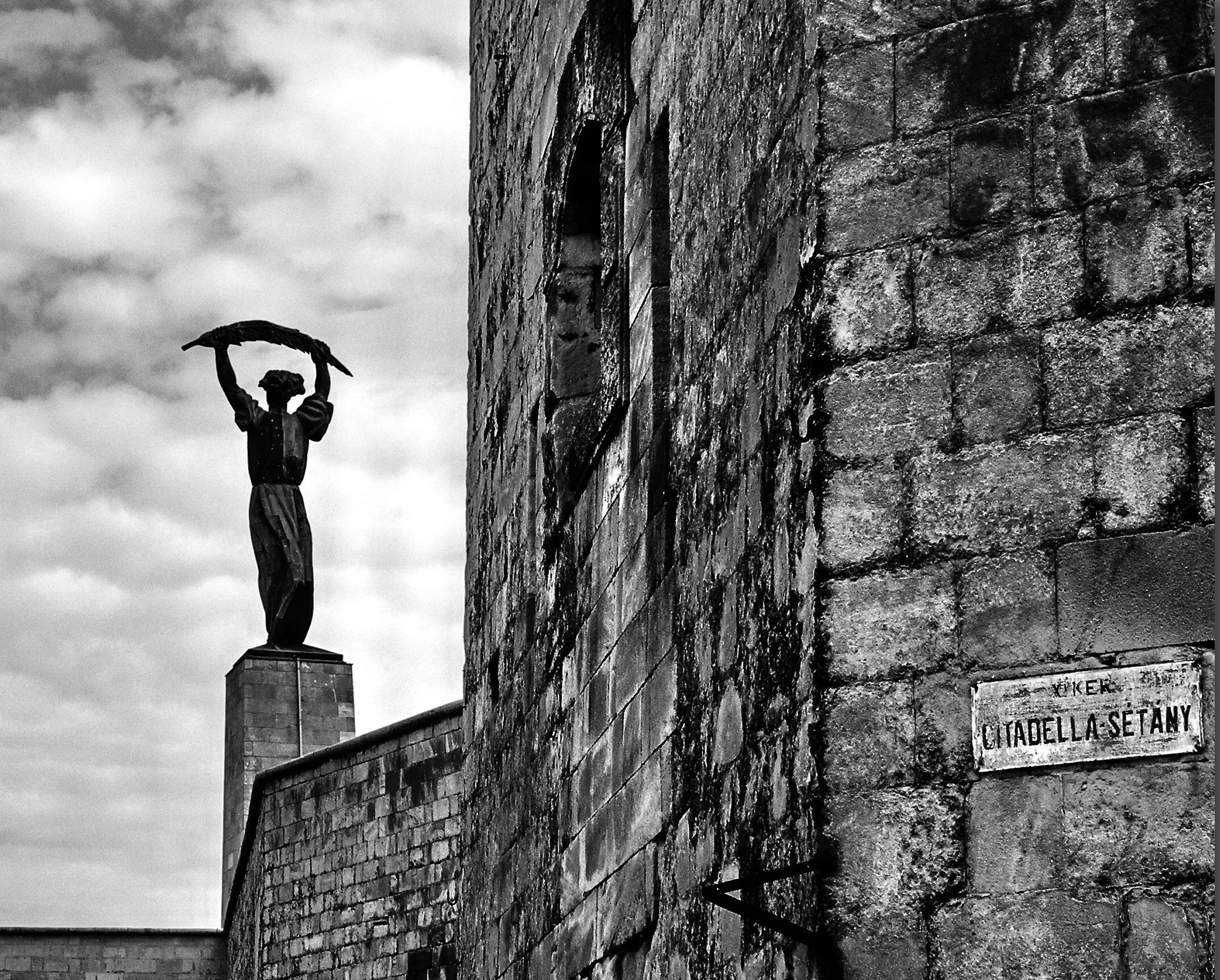
A Citadella sétány felől

Felállításáról a Budapesti Nemzeti Bizottság rendelkezett 1945 januárjában, alighogy Budapest ostroma véget ért. Alkotóját még ugyanebben a hónapban személyesen választotta ki Vorosilov szovjet marsall, a Szövetséges Ellenőrző Bizottság elnöke, de a rohamtempóban felépített emlékmű költségeit a magyar állam fizette.
Az országgyűlés 1945 szeptemberében törvénybe iktatta az emlékmű felállítását (1945. évi IX. törvény a Budapest főváros felszabadításánál elesett szovjet katonák emlékének megörökítéséről).
A munkát először a Honvédelmi Minisztérium, később az Építés- és Közmunkaügyi Minisztérium felügyelte, de Vorosilov személyesen is figyelemmel kísérte. Az általa kirendelt szovjet tanácsadók nyomására változtatták meg az emlékműnek a polgármesteri hivatal által kijelölt helyszínét, a Horváth-kertről a Gellért-hegyre, a méretét pedig 8-10 méterről csaknem 35 méterre.

### Az eredeti kompozíció
A fő nőalak előtt eredetileg egy hat méter magas, bronzból készült, zászlós, géppisztolyos szovjet katona állt, bal oldalán fáklyás, jobb oldalán sárkányölő bronzalakok, mögötte még egy, három méter magas katona kőből. A zászlós katona alakját az 1956-os forradalom folyamán ledöntötték és elpusztult, de később pótolták. Az eredeti felirat szerint „a felszabadító szovjet hősök emlékére a hálás magyar nép” emelte az emlékművet, amelyet „Magyarország felszabadításának napja” második évfordulóján, 1947. április 4-én avattak fel. Az avatáson megjelent az alkotó, Kisfaludi Strobl Zsigmond, beszédet mondott Balogh István lelkész, államtitkár, Tildy Zoltán köztársasági elnök, Nagy Ferenc miniszterelnök, Kővágó József polgármester és Vlagyimir Szviridov szovjet altábornagy, a Szövetséges Ellenőrző Bizottság alelnöke. Az emlékművön az elesett szovjet katonák neve is olvasható volt.
Kisfaludy modellnek egy kis Vas vármegyei faluból, Viszákról származó fiatal lányt, Gaál Erzsébetet (Viszák, 1917. augusztus 18.–Sopron, 1989. május 6.) szemelte ki. Gaál sosem kapott semmilyen elismerést vagy honoráriumot azért, hogy modellt állt a szobor elkészítéséhez, élete végén a Soproni Állami Szanatórium röntgen asszisztenseként dolgozott. Gaál Erzsébet nem sokkal az avató után visszatért Vas vármegyébe, és a védőnőként dolgozó hölgy Iváncon 1950. április 10-én ment férjhez a nemesi származású thuríki Thuránszky Tihamér (1911–1981) agrármérnökhöz. A rendszerváltás évében hunyt el hetvenkét éves korában.
Az 1956-os forradalom során, október 28-29-e körül egy forradalmár csoport a Sztálin-szoborhoz hasonlóan tervezte ledönteni az akkori elnevezés szerint a „Felszabadulási emlékmű” két főalakját is, mint a szovjet diktatúra jelképét. Elsőként a szovjet katona mellékalakját döntötték le egy hurok segítségével. Ezután hozzáláttak a nőalak ledöntésének előkészítéséhez. A Sztálin-szobornál bevált módszer szerint előbb a lábánál hegesztőpisztolyokkal meg kellett volna gyengíteni, ezért néhányan szerszámokért indultak a városba. A szobornál és a Duna-parton eközben kíváncsi tömeg gyűlt össze. 
Egy műegyetemi gépészmérnök hallgató, Perneczky László elvitte a hírt a Műegyetemen hallgatóiból álló rendfenntartó forradalmi zászlóalj vezetőjének, azaz a páncélos tanszék vezetőjének. Marián István alezredes egy magnetofonnal felvett beszédet mondott arról, hogy a szobrot miért nem szabad ledönteni, majd hangszórós terepjárót küldött a helyszínre, amin négyen utaztak: a hírhozó gépészmérnök hallgató, a zászlóalj fegyveres tagjaként egy építészkari mérnök hallgató, a rádiós és a sofőr, akiknek a felvett hanganyag többszöri bejátszásával sikerült lebeszélniük a szobordöntésről az embereket, majd a tömeg szétoszlott.

### Átalakítása a rendszerváltáskor
A rendszerváltás idején több párt- és civilszervezet kezdeményezte a szoborcsoport eltávolítását, ezért a szovjet katona szobra 1992-ben a Szoborparkba került, a főalak sorsáról ugyanakkor vita bontakozott ki: sem a lebontás, sem a változatlanság nem tűnt jó megoldásnak. A lebontás kezdeményezése a lakosság részéről komolyabb ellenállásba ütközött, mivel az emlékmű békét sugárzó és kellemes alakja 45 év alatt Budapest jelképévé vált, amit a lakosság és a turisták szívesen látogatnak.
A szoborcsoportot csak megfelelő átalakítással és új tartalommal történő „feltöltéssel”, átfogalmazással lehetett megmenteni. Helyén maradását részben egy, a kompromisszumot jelképező előadásnak, a St. Auby Tamás képzőművész kiötlötte, hektikus vitát provokáló „Szabadság lelkének szobra projektnek” köszönhette: 1992 júniusában, a budapesti búcsú napján (a szovjet csapatok kivonulásának ünnepén): az emlékművet ejtőernyőselyemmel takarták le, így néhány napra „szellemruhát” öltött, a kommunizmus kísértetét jelképezve.
Az akciót követően 1993-ban fejeződött be az emlékmű átalakítása: a szoborcsoport talapzatáról a cirill betűs feliratokat levésték, eltávolították a Szovjet Vörös Hadsereg iránti hálát kifejező feliratot, a jelképeket, valamint a mellékalakok katonáit. A szobor fő alakjának eszmei átfogalmazására Nagy György, a Honvéd Vezérkar főtisztje tett javaslatot, amelyet a Fővárosi Önkormányzat Városképvédelmi Bizottsága, valamint a Magyar Tudományos Akadémia Történettudományi Intézete hagyott jóvá. A szobor új eszmei tartalma méltóan fejezi ki a magyar nemzet 1100 éves és más népek történelmi hőseinek megbecsülését és tiszteletét, amely szöveg a talapzaton ma is olvasható: „Mindazok emlékére, akik életüket áldozták Magyarország függetlenségéért, szabadságáért és boldogulásáért.”

## A Horthy-legenda
Népszerű városi legenda, hogy a Szabadság-szobor eredetileg a fronton repülőbalesetet szenvedett Horthy István kormányzóhelyettes emlékművének készült. Az elterjedt legenda elhangzott például Szentjóby Tamás a „Szabadság lelkének szobra projektről” készült dokumentumfilmjében is, majd Jancsó Miklós és Hernádi Gyula Anyád! A szúnyogok című filmjében, amelynek végén a főszereplők, Pepe és Kapa a Gellért-hegyen arról kiabálnak, hogy „miféle szabadságszobor ez, ezt a kis Horthynak csinálták”.
A valóság az, hogy bár Kisfaludi Strobl valóban megbízást kapott ifjabb Horthy Budapestre szánt szobrának elkészítésére, ez a szobor azonban nem készült el, és tervei sem mutattak hasonlóságot a későbbi Szabadság-szoborral. A legendának a szobrász maga is tudatában volt, és tiltakozott ellene.
Bár a Horthy-emlékművel való párhuzam nem igaz, a fasizmust jelképező sárkányt megölő mellékalak kompozíciója azonos Kisfaludi Strobl 1928-ban Nyíregyházán felállított huszáremlékművével, amelyen egy magyaros ruhájú férfialak egy sárkánnyal végez.

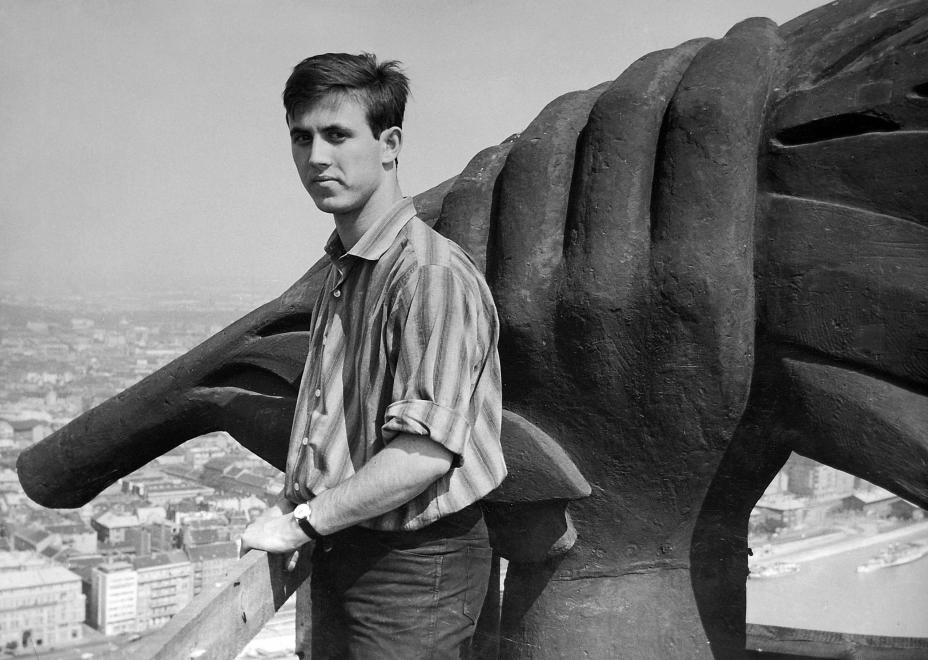
A szobor méreteit érzékeltető fénykép (az 1966-os felújítás idején)

## Érdekességek
- 1947-ben a „Szabad Száj” című budapesti szatirikus lapban megjelent karikatúrán a szoboralak pálma helyett egy nagy halat emel a magasba, ezzel az aláírással: „Ezt jól kifogtuk!”
- Kicsinyített mása megtalálható Goriban, a Sztálin múzeumban, 1951-es évszámmal mint a magyarországi keresztények ajándéka.
- 1980-ban a Szabadság-szobor kicsinyített mása bekerült azon tárgyak közé, amelyeket az első magyar űrhajós, Farkas Bertalan jelképként magával vitt a világűrbe.
- A Magyar Posta által kiadott több bélyegen is szerepel a szobor. Elsőként az 1947. október 29-én megjelent „Harmincéves a felszabadító Szovjetunió” című, 3 értékből álló sorozat 60 fillér (+ 60 fillér) értékén (tervezte Konecsni György).
- Az 1971 és 1995 között érvényben lévő 10 forintos érme hátlapján a szobor képe volt.
- 2019. február 26-án reggel a Greenpeace Magyarország Egyesület aktivistái, miután felmásztak rá, a talapzatra és a szoborra "Tiszta levegőt!" feliratú molinót feszítettek ki.
- A formája miatt a pesti szlengben elterjedt tréfás beceneve „a sörnyitó”.[15]